# Megalepthyphantes turkestanicus
Megalepthyphantes turkestanicus är en spindelart som först beskrevs av Andrei V. Tanasevitch 1989.  Megalepthyphantes turkestanicus ingår i släktet Megalepthyphantes och familjen täckvävarspindlar. Inga underarter finns listade i Catalogue of Life.